# Station Toyohashi

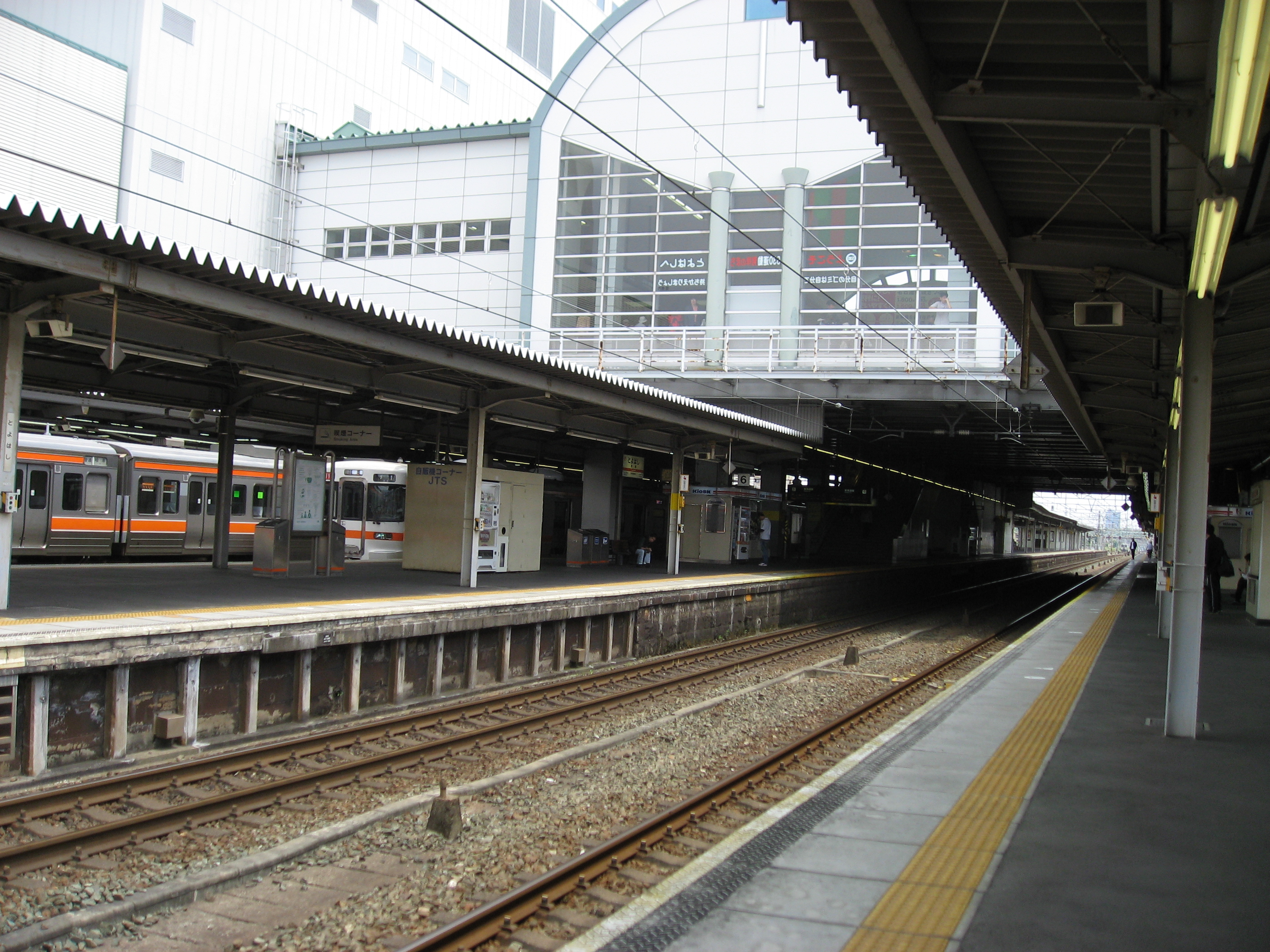
De perrons van Tokaido-lijn

Station Toyohasi (Japans: 豊橋駅, Toyohashi-eki) is een spoorwegstation in de Japanse stad Toyohashi. Het wordt aangedaan door de Tokaido Shinkansen, de Tokaido-lijn en de Iida-lijn van JR Central en is het zuidelijke eindpunt van de Nagoya Hoofdlijn van Meitetsu
Iets ten zuiden van het station bevindt zich het station Shin-Toyohashi van de Toyohashi Railroad Atsumi-lijn.

## Lijnen
- het station heeft acht sporen gelegen aan vijf perrons. De treinen van de Iida- en Meitetsu Nagoya-lijnen gebruiken drie zaksporen, De treinen van de Tokaido-lijn gebruiken één eilandperron en twee zijperrons. De Tokaido Shinkansen ligt op een viaduct en gebruikt twee zijperrons.
- Er rijden geen stoptreinen (Futsu) van Meitetsu naar dit station.

### Perrons
| 1, 2   | ■ Iida-lijn          | richting Toyokawa, Iida en Tatsuno                               |  |
| 3      | ■ Nagoya Hoofdlijn   | richting Jingū-mae, Meitetsu-Nagoya, Meitetsu Gifu en Shin Unuma |  |
| 4      | ■ Tokaido-lijn       | richting Station Nagoya, Gifu, Ōgaki en Maibara                  |  |
| 4      | ■ Iida-lijn          | richting Toyokawa, Iida, en Tatsuno                              |  |
| 5-8    | ■ Tokaido-lijn       | richting Nagoya, Gifu, Ōgaki, Maibara, Hamamatsu en Shizuoka     |  |
| 11, 12 | ■ Tokaido Shinkansen | richting Shizuoka and Tokio                                      |  |
| 13     | ■ Tokaido Shinkansen | naar Nagoya en Shin-Osaka                                        |  |

## Geschiedenis
Het station werd geopend op 1 september 1888 door de Toyokawa Railway. In 1897 werd het station hernoemd naar Yoshida. In 1927 begon de Aichi Electric Railway's Toyohashi-lijn (nu de Nagoya Hoofdlijn) te rijden en in 1935 werd het onderdeel van Meitetsu. De Toyokawa Railway werd genationaliseerd en het station werd weer Toyohashi genoemd. In 1945 werd het station gebombardeerd tijdens de Tweede Wereldoorlog.
Na de oorlog werd in 1950 het station herbouwd. Op 1 oktober 1969 werd de Tokaido Shinkansen geopend, in 1970 opende een nieuw stationsgebouw. In 1987 werd de Japanese National Railways (JNR) geprivatiseerd en kwam het station onder beheer van JR Central. In 1997 werd een winkelcentrum en een hotel aan het complex toegevoegd.
1. ↑  Toyohashi, Central Japan Railway